# Aristolebia oculata
Aristolebia oculata – gatunek chrząszcza z rodziny biegaczowatych i podrodziny Lebiinae.

## Taksonomia
Gatunek opisany został w 2010 roku przez Martina Baehra na podstawie okazu samicy. Zaliczany jest do grupy gatunkowej Aristolebia mucronata-group. Nazwa gatunkowa pochodzi od przypominającego oczy wzoru na pokrywach.

## Opis
Ciało długości 10,5 mm. Głowa czarna z ciemnoczerwonymi żuwaczkami, labrum i nadustkiem. Oczy bardzo duże, półkuliste. Labrum i nadustek z widocznym rzadkim punktowaniem. Przedplecze jasno czerwonawe, z przodu prawie półokrągłe, najszersze za połową długości, nieco zwężające się ku podstawie, gdzie jest szersze niż u wierzchołka. Wierzchołek prawie prosty, kąty wierzchołkowe bardzo szeroko zaokrąglone, boczne brzegi wypukłe. Przednia bruzda poprzeczna i linia środkowa płytkie, tylna bruzda nieco głębsza. Pokrywy raczej krótkie i szerokie, głównie czerwonawe, ale z dużym czarnym wzorem. Barki równomiernie zaokrąglone i z boku wypukłe. Zewnętrzne kąty wierzchołokowe kanciate, formujące krótkie ścięte ząbki. Międzyrzędy nieco wyniesione i wypukłe. Rzędy pełne, zagłębione. Trzeci międzyrząd z dwoma uszczecinionymi punktami. Tylne skrzydła w pełni rozwinięte. Wyrostek przedpiersia z długą szczecinką pośrodku. Końcowe sternum odwłoka samców z 2 szczecinkami. Odnóża jasno czerwonawe z rozszerzonymi i głęboko wciętymi czwartymi członami stóp i gęstą szczoteczką. Pazurki z 7 wydłużonymi ząbkami.

## Występowanie
Gatunek jest endemitem Indonezji, znanym wyłącznie z Celebesu.